# Bundesstraße 227
Pour les articles homonymes, voir Route 227.
La Bundesstraße 227 est une bundesstraße du Land de Rhénanie-du-Nord-Westphalie.

## Histoire
La section de Breitscheid à Velbert de l'actuelle B 227 trouve son origine dans le Hilinciweg.
Le tronçon entre l'A 40 et la confluence avec la B 226 à Gelsenkirchen devient une bundesstraße le 1er janvier 1967. Le tronçon entre l'A 40 et le centre-ville de Gelsenkirchen fait partie du projet rejeté de l'A 41, l'autoroute nord-sud de Gelsenkirchen.
Après la construction de la voie de contournement par Essen-Kupferdreh en tant que route surélevée et le pont de la Ruhr qui suit (pont Theodor-Heuss, achevé en 1968) et l'achèvement de l'A 52, l'itinéraire de la B 227 à Essen est déplacé vers Wuppertaler Str./Ruhrallee jusqu'à la jonction Essen-Bergerhausen, qui, en plus de Kupferdreh, soulage le passage par Essen-Steele. Le B 227 se termine à Essen-Kray sur la B 1.
Après l'achèvement du nouveau tronçon d'Essen-Dilldorf vers Langenberg, l'ancien itinéraire de la B 227 entre Dilldorf et Heiligenhaus-Hetterscheid (via Velbert) de l'A 44 est classé en Landes- ou Kreisstraße le 1er janvier 2008.
B 227n
Le nouveau tronçon de 3,7 km de long entre Essen-Dilldorf et Velbert-Langenberg pendant la phase de planification et de construction, qui relie le contournement d'Essen-Kupferdreh à l'A 44, est appelé B 227n. Cette section remplace l'ancienne route étroite, sinueuse et donc très accidentogène de la B 227 via la Rodberger Straße.
La nouvelle section est ouverte le 5 décembre 2005 après sept ans de construction et prend le nom de Bundesstraße 227. Selon l'Office d'État pour la construction de routes en Rhénanie du Nord-Westphalie, 32,6 millions d'euros sont investis dans le nouvel ouvrage.

## Source
- (de) Cet article est partiellement ou en totalité issu de l’article de Wikipédia en allemand intitulé « Bundesstraße 227 » (voir la liste des auteurs).